# Kriegerdenkmal (Aying)

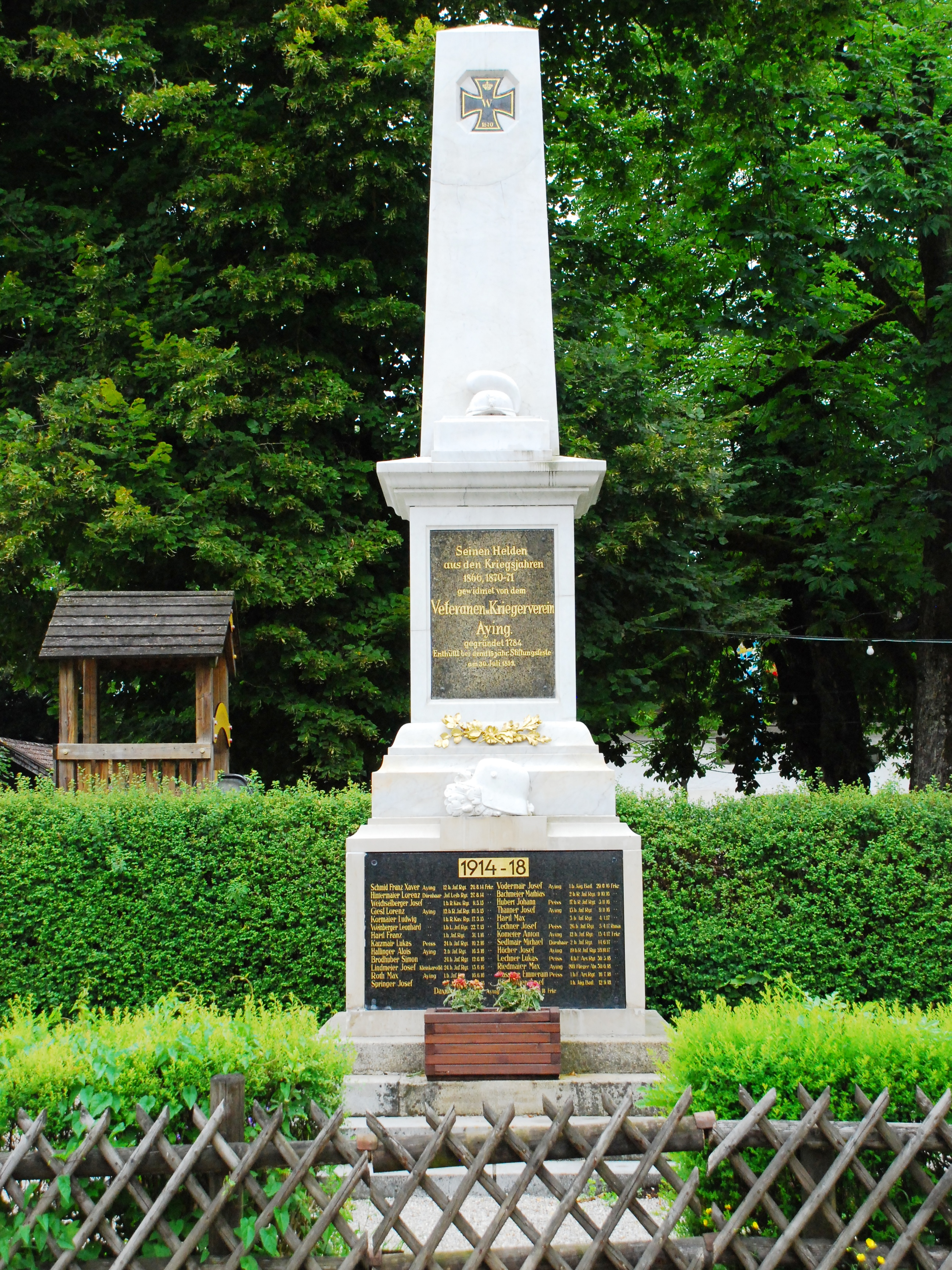
Kriegerdenkmal in Aying

Das Kriegerdenkmal in Aying, einer oberbayerischen Gemeinde im Landkreis München, wurde 1899 errichtet. Das Kriegerdenkmal in der Nähe der Münchener Straße ist ein geschütztes Baudenkmal.
Die Stele auf hohem Postament mit breitem Sockel wurde am 30. Juli 1899 zum 115-jährigen Stiftungsfest des örtlichen Veteranen- und Kriegervereins enthüllt. Im Jahr 1937 wurde das Denkmal wegen einer Straßenverbreiterung versetzt und etwas erhöht.
Die ursprüngliche Inschrift lautet: „Seinen Helden aus den Kriegsjahren 1866, 1870–71 gewidmet von dem Veteranen u. Kriegerverein Aying. 
gegründet 1784 
Enthüllt bei dem 115jähr. Stiftungsfeste am 30. Juli 1899“. 
Auf dem Sockel wurde nach 1918 eine Gedenktafel mit den Namen der im Ersten Weltkrieg Gefallenen angebracht.